# Funkenkehlkolibri
Der Funkenkehlkolibri (Heliomaster constantii), manchmal auch Funkenkehlchen genannt, ist eine Vogelart aus der Familie der Kolibris (Trochilidae). Die Art hat ein Verbreitungsgebiet, das etwa 530.000 Quadratkilometer in den mittel- und nordamerikanischen Ländern Costa Rica, Guatemala, Honduras, Mexiko, El Salvador und Nicaragua sowie den USA umfasst. In den USA kommt der Funkenkehlkolibri nur saisonal von Mai bis Oktober als nichtbrütender Zugvogel in Arizona vor. Der Bestand wird von der IUCN als „nicht gefährdet“ (least concern) eingeschätzt.

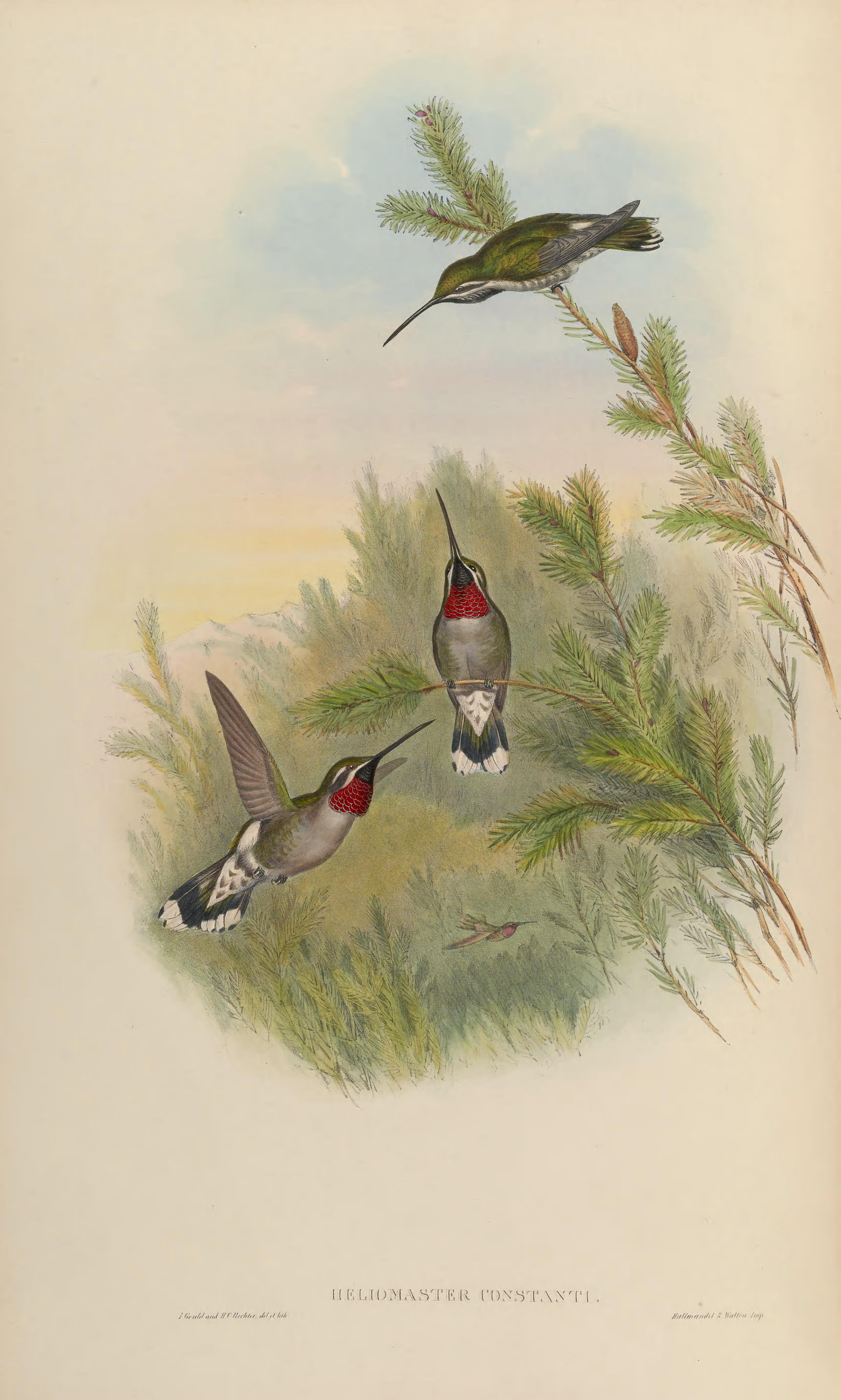
Funkenkehlkolibris, Zeichnung von John Gould

## Merkmale
Der Funkenkehlkolibri erreicht eine Körperlänge von etwa 11,5 bis 13 Zentimetern. Der gerade oder manchmal auch leicht gebogene Schnabel wird zwischen 31 und 37 Millimeter lang. Damit ist er länger als der Rest des Kopfes. Der Schwanz erreicht eine Länge zwischen 27 und 34 Millimetern. Der Kragen, der sich bis zum Kinn erstreckt, ist rußgrau. Im unteren Drittel gehen die Farben in ein dunkles Kirsch- bzw. Kupferrot über. Die Oberseite ist unauffällig grün bis olive-bronze. Darauf finden sich längliche weiße sowie schwarze Flecken. Die Unterseite ist mausgrau mit matten bronzenen Sprenkeln. Nur während des Flugs sieht man die weißen flankierenden Büschel. Die Flügel sind proportional zum Schwanz relativ groß. Männchen und Weibchen weisen keine deutlichen Unterschiede auf.

## Verhalten
Der Flug des Funkenkehlkolibris ist geschickt und wird als elegant beschrieben. Die langsamen Flügelschläge gehen ins Gleiten über. Der Kolibri sitzt bevorzugt auf hohen Ästen. Vor allem in den Morgenstunden geht der Funkenkolibri auf Insektenjagd. Nur unregelmäßig sieht man ihn an Nektarquellen, vor allem an Yambohne und Agaven. Er ist ein relativ friedlicher Vogel und verteidigt seine Nektarvorkommen nicht. Sein Nest baut er bevorzugt in den Baumkronen als Kelch aus weichen Pflanzen und Spinnengewebe. Die Außenseite tarnt er mit Flechten sowie Pflanzenablagerungen. Die Brutzeit erstreckt sich über den Zeitraum Januar bis Juni.

## Habitat
Man findet den Funkenkehlkolibri in Wüstengebüsch, tropischem Laubregenwald und in der Nähe von Flussufern. Der Vogel wandert durch verschiedene Habitate, insbesondere nach der Brut. Er bewegt sich vorzugsweise in Höhen vom Meeresspiegel bis 1500 Meter. Er sucht gerne Ceiba, Wollbaumgewächse, Tabebuia und andere Bäume auf. Gelegentlich sieht man ihn auch an bodennahen Helikonien.

## Unterarten

Verbreitungsgebiet des Funkenkehlkolibris

Bisher sind drei Unterarten bekannt:
- Heliomaster constantii constantii (Delattre, 1843)[3]
- H. c. leocadiae (Bourcier & Mulsant, 1852)[4]
- H. c. pinicola Gould, 1853[5]

Die Unterart H. c. surdus (van Rossem, 1934) wird normalerweise als Synonym zu Heliomaster constantii leocadiae betrachtet.
Die Unterart pinicola findet man im Nordwesten Mexikos. Das Verbreitungsgebiet reicht südlich bis in den Bundesstaat Jalisco. Die Subspezies leocadiae ist im Westen & Südwesten Mexikos und Westen Guatemalas beheimatet. Von El Salvador bis ins südliche Costa Ricas trifft man auf die Nominatform constantii.

## Etymologie und Forschungsgeschichte
Die Erstbeschreibung des Funkenkehlkolibris erfolgte 1843 durch Adolphe Delattre unter dem wissenschaftlichen Namen Ornismya Constantii. Das Typusexemplar stammte aus Guatemala. Es war 1850 Charles Lucien Jules Laurent Bonaparte, der die neue Gattung Heliomaster einführte, der erst später auch der Funkenkehlkolibri zugeschlagen wurde. Dieses griechische Wortgebilde setzt sich aus den Wörtern ἥλιος hḗlios für „Sonne“ und μαστήρ mastḗr für „Suchender, Kundschafter“ zusammen. Der Artname constantii ist Charles Contant (1820–1905) gewidmet, einem französischen Sammler und Taxidermisten. Bei pinicola handelt es sich um ein lateinisches Wortgebilde aus den Wörtern pinus für „Kiefer (Baum)“ und  -cola, colere für „Bewohner, wohnen, hausen“.